# لوكاس براينت
لوكاس براينت (بالإنجليزية: Lucas Bryant)‏ مواليد 28 سبتمبر 1978 في أونتاريو، كندا، هو ممثل كندي بدأ مسيرته الفنية عام 2002.

## الأعمال
- سي اس آي: التحقيق في موقع الجريمة
- الجميلة والوحش

## وصلات خارجية
- لوكاس براينت على موقع IMDb (الإنجليزية)
- لوكاس براينت على موقع ألو سيني (الفرنسية)
- لوكاس براينت على موقع أول موفي (الإنجليزية)
- لوكاس براينت على موقع قاعدة بيانات الأفلام السويدية (السويدية)
- لوكاس براينت على موقع قاعدة بيانات الفيلم (الإنجليزية)
- لوكاس براينت على موقع كينوبويسك (الروسية)